# Futásfalva

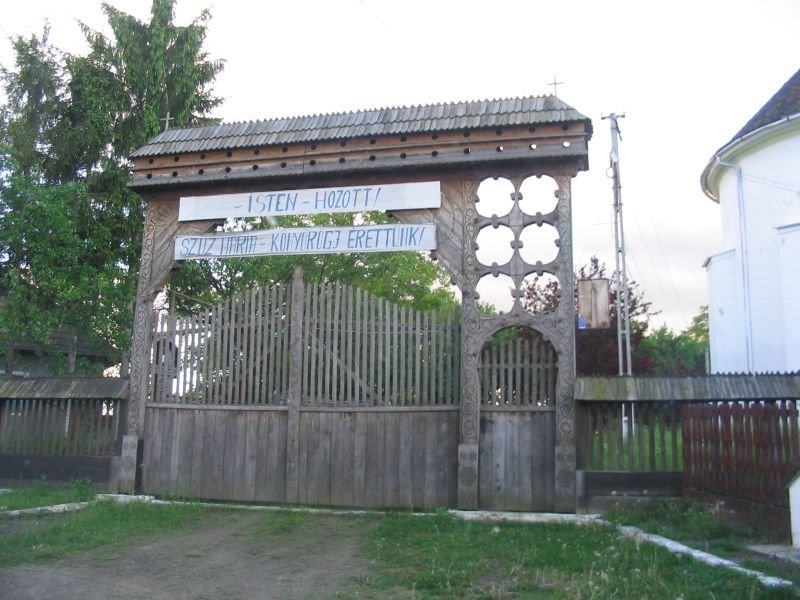
Székelykapu a templom előtt

Futásfalva (románul Alungeni) falu Romániában Kovászna megyében. 1968 óta Torjához tartozik.

## Fekvése
Kézdivásárhely központjától 9 km-re nyugatra fekszik
a Google-térképen.

## Nevének eredete
A szóbeli hagyomány szerint Kun László magyar király a Hamar családot ide száműzte. Amikor harcai során erre a vidékre került, egy életveszélyes helyzetből, futása közben, éppen a Hamarok mentették meg. Így kapta a királytól donációban ezt a helyet a Hamar família, és a helyet a király futásáról Futásfalvának nevezték el.

## Története
1544-ben említik Fwtásfalwa néven. Régi temploma 1538-ban már állott, határában pedig Szent Imre tiszteletére szentelt kápolna volt, melyek a 19. század elején még látszottak.
A falu alatti Kápolnamezőn is állt egy kápolna Urunk Színeváltozása
tiszteletére szentelve. 1910-ben 733 magyar lakosa volt. A trianoni békeszerződésig Háromszék vármegye Kézdi járásához tartozott. 1992-ben 387 lakosából 384 magyar és 3 román volt.
Futásfalva 2002. január 1-je óta az egyháztól hivatalosan is elismert zarándokhely: Dr. Jakubinyi György, a gyulafehérvári főegyházmegye érseke kegyhellyé nyilvánította. A kinevezés dátuma: 2001. december 27.
Futásfalván a zarándokokat mindig szívesen fogadja a Szép Szűz Mária, a Szentséges Szűz Mária, ahogyan Őt szép népénekeiben megszólítják a székelyek.
A plébánia alapításáról pontos adatok nem léteznek, de az anyakönyvek tanúsága szerint 1696-ra vezethető vissza. Az egyházközség már jóval előbb létezett. A legrégibb időkben Kézdiszentlélekhez, majd Torjához, és végül a kantai plébániához tartozott, mígnem önálló plébániává alakult. Az előző templomról írott forrás nem tanúskodik. A jelenlegi templomot az egyházközség építette saját költségén. Az alapkőletétel 1851-ben történt. Az új templomot dr. Haynald Lajos gyulafehérvári püspök szentelte fel 1856. június 24-én. 1877-ben felújították, majd később az 1907-es, 1940-es, 1977-es és 1990-es nagyobb földrengések alkalmával mindig komoly anyagi és fizikai hozzáállásra szorult a templom (vakolás, festés stb.).
A falu határában régen két kápolna állott. A templomban őrzik a Csíksomlyói Istenanya szobrának 1750-ben, fából készült hasonmását, amelyet a szabadságharc idején Esztelnekről menekítették ide. A szobor egy katona alkotása. A falu legrégebbi háza 2010-ben volt 300 éves. Innen származott Makó György, Háromszék főkapitánya, aki előbb Mihály vajda, majd Székely Mózes zsoldjába állt. A falu búcsúnapja Szent András napjára, november 30-ára esik.
A lakosságnak több mint fele ötven év feletti. A faluban 17 magyar ajkú cigány is él. Futásfalva központjában magasodó Szent András-templom állott. Az épület falán Magyarország ezeréves fennállásának emlékére készíttetett márványtáblát helyeztek el, alatta a két világégésben elesettek névsora található. Bent a templomban a csíksomlyói Mária-kegyszobor 1750-ben készült hasonmását őrzik. Ez a szobor az esztelneki ferences kolostor részére készült, ahonnan valószínűleg az 1848–49-es forradalom és szabadságharc idején menekítették Futásfalvára. A „háromszéki Szűzanyá”-nak nevezett értékes kegyszobornak köszönhetően az egyházmegyei hatóság 1992-ben a templomot és a környékét zarándokhellyé nyilvánította, és Sarlós Boldogasszony napján, július 2-án fogadalmi búcsút engedélyezett. Tifán Lajos helybeli plébános kezdeményezésére 1993-ban a Tér nevű hegyre vezető egy km hosszú keresztutat hoztak létre. A faluban I-VIII. osztályos általános iskola és óvoda működik.

## Gazdaság
Néhány Kézdivásárhelyire ingázó személy kivételével az itt élők fő foglalkozása a földművelés és az állattartás. Akinek eszköze és ereje van, az igyekszik megművelni a visszakapott földjét, az idős emberek többsége azonban bérbe adja a birtokát. A tagosítatlan határban a gazdák főként burgonyát és búzát termesztenek. A közellátást 2 vegyes kereskedelmi egység biztosítja. Ezek egyikében szeszes ital is fogyasztható. A rendszeres autóbuszjáratoknak köszönhetően jelentős a városi munkahelyekre ingázok száma, főképp a készruhagyárban dolgoznak sokan.

## Látnivalók
- Mai római katolikus temploma 1851 és 1856 között épült Szent András tiszteletére. Itt található a csíksomlyói Istenanya szobrának 1750-ben, fából készült másolata, amelyről feltételezik, hogy a szabadságharc idején Esztelnekről menekítették ide. A restaurált műnél, Sarlós Boldogasszony napján fogadalmi nagybúcsút tartanak.
- Futásfalva értékes építészeti emléke az 1828-ban épült Hamar-Vargyassy-udvarház. Torján és Futásfalván összesen öt általános iskola és ugyanennyi óvoda működik.